# أوليفاريس دي خوكار
بلدية أوليفاريس دي خوكار (بالإسبانية: Olivares de Júcar)، هي إحدى بلديات مقاطعة قونكة إحدى مقاطعات إسبانيا، والتي تقع في منطقة قشتالة لا منتشا وسط البلاد، والمائلة لجهة الشرق من إسبانيا.
يبلغ عدد سكانها 461 نسمة وفقاً لإحصائية سنة (2007).